# Couture-sur-Loir
Couture-sur-Loir település Franciaországban, Loir-et-Cher megyében. Lakosainak száma 412 fő (2018. január 1.). Couture-sur-Loir Artins, Les Essarts, Montrouveau, Sougé, Tréhet, Villedieu-le-Château, Lavenay és Poncé-sur-le-Loir községekkel határos.

## Népesség
A település népességének változása:
| Lakosok száma | 411  | 413  | 419  | 412  | 412  |
|               | 2013 | 2015 | 2016 | 2017 | 2018 |